# CD San Mateo Atenco
Club Deportivo San Mateo Atenco, auch bekannt unter dem Spitznamen Zapateros (span. für Schuhmacher) ist ein mexikanischer Fußballverein aus der Gemeinde San Mateo Atenco im Bundesstaat México.

## Geschichte
Der Verein spielte zunächst in der Tercera División und stiegen nach dem Gewinn der Meisterschaft in der Saison 1983/84 in die seinerzeit zweitklassige Segunda División auf, in der die Mannschaft die beiden folgenden Spielzeiten 1984/85 und 1985/86 verbrachte. Nach dem 1986 erfolgten Abstieg aus der zweiten Liga spielten die „Zapateros“ einige Jahre in der drittklassigen Segunda División 'B', bevor sie am Ende der Saison 1988/89 auch aus dieser Liga abstiegen und seither über weite Strecken in der mittlerweile viertklassigen Tercera División vertreten waren, wo die Mannschaft zuletzt in der Saison 2010/11 der Gruppe VI zugeordnet war.

## Erfolge
- Meister der Tercera División: 1983/84